# Stanisław Surdacki
Stanisław Surdacki (ur. 28 stycznia 1914 w Bęczynie, zm. 9 grudnia 2003 w Lublinie) – polski biolog, zoogeograf, wykładowca UMCS, pszczelarz, społecznik.

## Kariera zawodowa
Od stycznia 1937 do sierpnia 1939 Stanisław Surdacki pracował w Wilnie jako wojewódzki inspektor pszczelarstwa. Od września do końca 1939 czynnie uczestniczył w walkach obronnych kraju, a następnie, aż do końca okupacji niemieckiej działając pod pseudonimami „Ambroży” oraz „Iskra” brał udział w działaniach Ludowej Straży Bezpieczeństwa Batalionów Chłopskich. Po wojnie rozpoczął studia wyższe na Wydziale Matematyczno-Przyrodniczym Uniwersytetu Marii Curie-Skłodowskiej w Lublinie, a równocześnie przez kilka lat pełnił obowiązki prezesa i wiceprezesa Związku Pszczelarzy w Lublinie. Studia ukończył w 1952 roku i rozpoczął pracę jako asystent w Zakładzie Anatomii Porównawczej Kręgowców UMCS. W 1960 po obronie rozprawy „Untersuchungen auf zwei Populationen des Perlziesels (Citellus suslica Gueldenstaedt) in Lubliner Gebiet” uzyskał stopień doktora nauk przyrodniczych, a w 1972 (praca „Obszar występowania chomika europejskiego Cricetus cricetus (Linnaeus, 1758) w Polsce”) stopień doktora habilitowanego nauk przyrodniczych w zakresie zoogeografii. Od 1975 pracował na stanowisku docenta w Katedrze Geografii Fizycznej UMCS.

## Zoogeografia
W swoich pracach Surdacki zajmował się zagadnieniami z zakresu zoogeografii rodzimych gatunków gryzoni: susła perełkowanego, a we współpracy z Zakładem Badania Ssaków PAN w Białowieży także ekologią i badaniem zasięgu występowania susła moręgowanego i chomika europejskiego we wschodniej Polsce. Najszersze badania, które przyczyniły się do precyzyjnego określenia granic występowania chomika europejskiego w Polsce, Surdacki przeprowadził w latach 1953-1970. Szeroko zakrojone badania rozpoczęły się w 1953 roku na Lubelszczyźnie, gdzie przeprowadzał lokalne inwentaryzacje stanowisk susła perełkowanego i chomika europejskiego. Podczas kolejnych prac objął badaniami tereny województwa białostockiego i część warszawskiego (lata 1957-1959), zielonogórskiego, poznańskiego, wrocławskiego, opolskiego i katowickiego (gdzie w latach 1962-1964 badał populacje susła moręgowanego i chomika europejskiego), Płaskowyż Głubczycki z przyległymi obszarami (1963-1964) oraz rejon środkowego dorzecza Wisłoki (1967-1970). Pasje naukowe Surdackiego obejmowały także badanie zasięgu geograficznego pszczół rodzaju Apis, występowanie gatunku koza złotawa w rzece Strwiąż, a także bociana czarnego w Puszczy Kurpiowskiej.

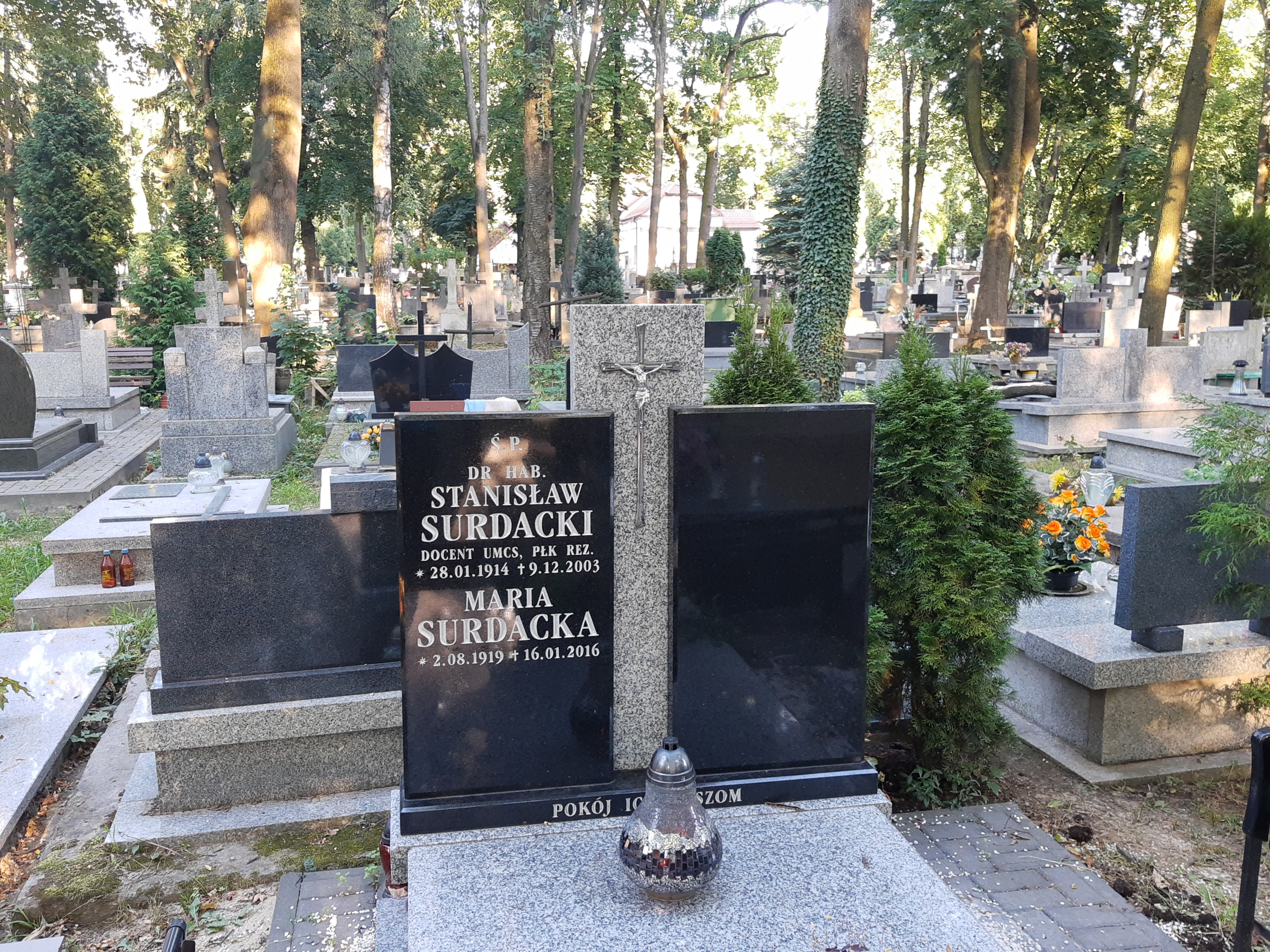
Grób Stanisława Surdackiego na cmentarzu przy ulicy Lipowej

Stanisław Surdacki zmarł w Lublinie w 2003 roku i został pochowany na Cmentarzu przy ul. Lipowej w części prawosławnej (kwatera E-8-5).